# Crematogaster descolei
Crematogaster descolei är en myrart som beskrevs av Kusnezov 1949. Crematogaster descolei ingår i släktet Crematogaster och familjen myror. Inga underarter finns listade i Catalogue of Life.